# Roca carbonática

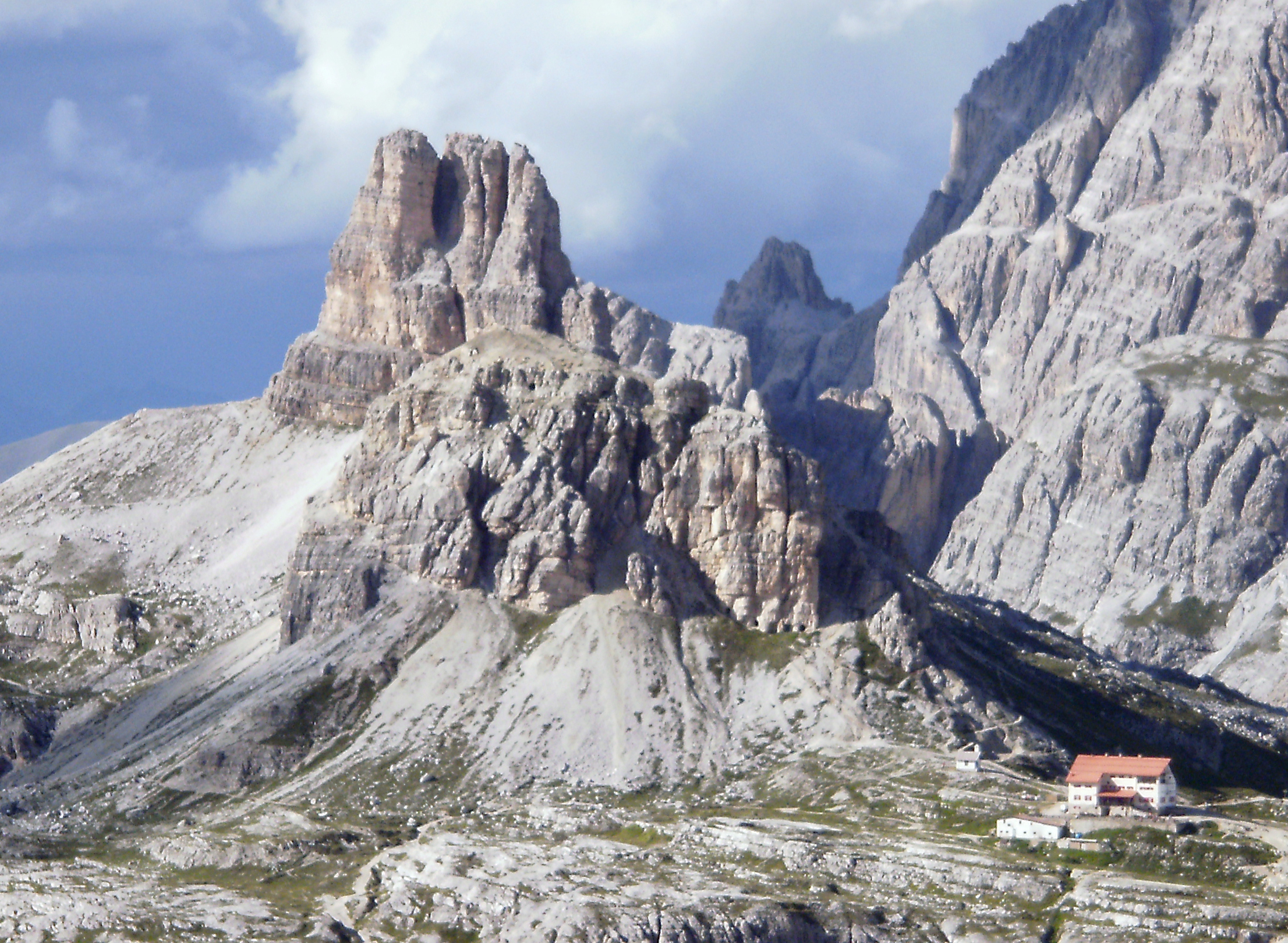
Afloramientos de rocas carbonáticas en los Dolomitas (Italia).

Las rocas carbonáticas o rocas carbonatadas (coloquialmente carbonatos) son un tipo de rocas sedimentarias compuestas principalmente por minerales de carbonato cálcico (CaCO3) o de otros carbonatos. Constituyen el 25-30% del registro sedimentario de la Tierra.
Las principales rocas carbonáticas son:
- Calizas, compuestas por calcita o aragonito (diferentes formas cristalinas del carbonato cálcico).
- Dolomías, compuestas principalmente por dolomita, un carbonato de calcio y magnesio [(CO3)2CaMg].
- Margas, compuestas por una mezcla de carbonatos y minerales de la arcilla.

A este grupo (calizas, dolomías y margas) se les denomina también rocas calcáreas.
Las rocas carbonáticas pueden formarse o disolverse tanto en aguas continentales como marinas, dependiendo de numerosos factores, que incluyen la temperatura, pH o la concentración de iones.
El mármol es una roca metamórfica carbonática, procedente del metamorfismo de calizas o dolomías. Existen también rocas ígneas carbonáticas, como las carbonatitas.

## Formación

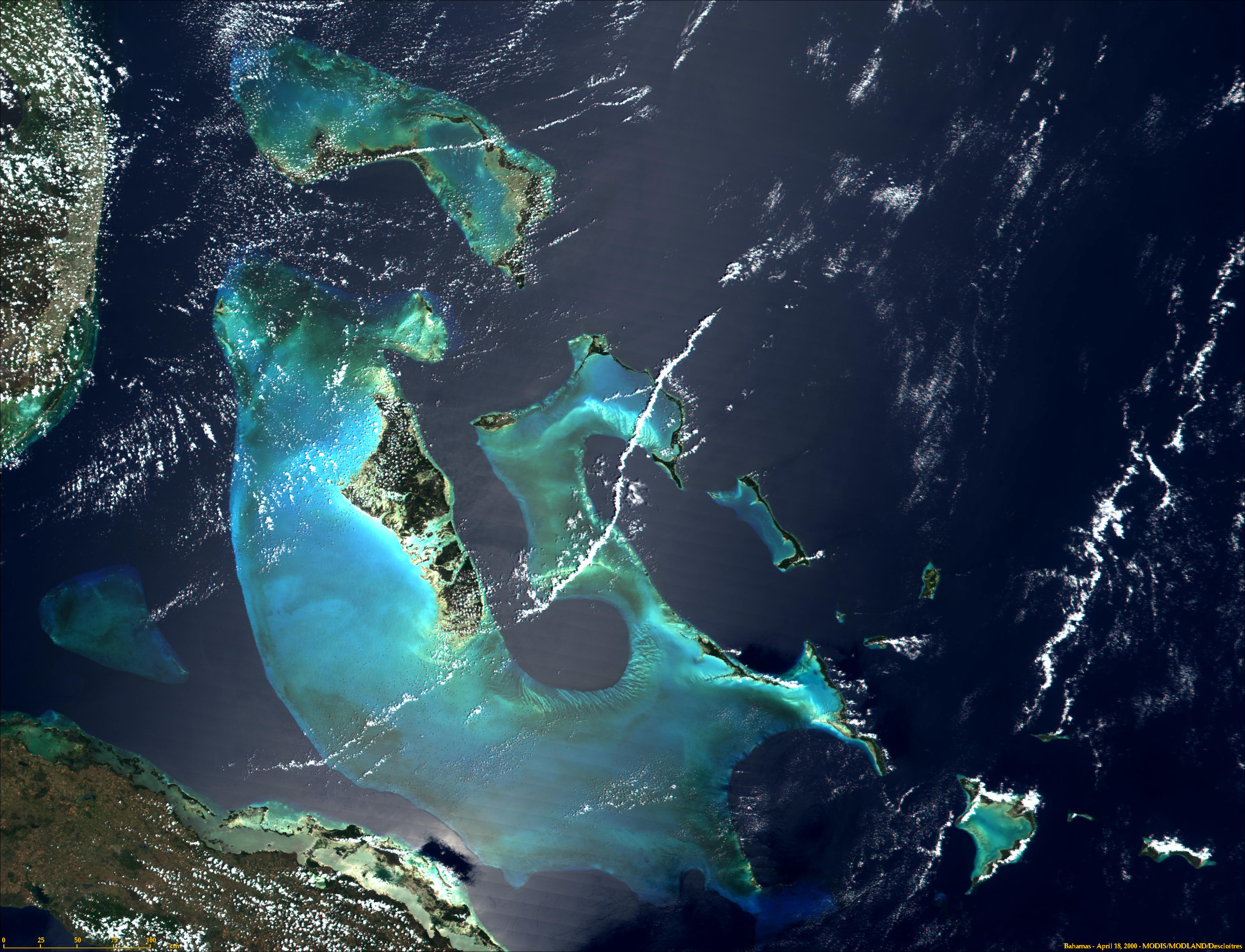
Imagen aérea de la plataforma carbonatada de las Bahamas, uno de los escasos lugares actuales de producción masiva de sedimentos carbonatados (en azul claro).

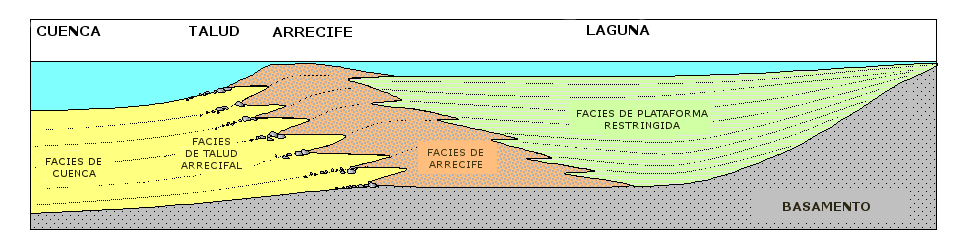
Sección geológica de una plataforma carbonatada, mostrando los diferentes subambientes deposicionales y la distribución de las facies sedimentarias correspondientes.

La precipitación de carbonatos que dará lugar a las rocas carbonáticas se produce en ambientes sedimentarios muy variados, marinos, lacustres, edáficos (caliches), kársticos (espeleotemas, tobas) e incluso eólicos. Sin embargo, la mayor parte de la producción de sedimentos carbonáticos, con diferencia, es propia de ambientes marinos tropicales de poca profundidad.
Las partículas carbonáticas pueden formarse por precipitación directa, inorgánica, a partir del agua de mar o de aguas continentales saturadas en carbonatos, por precipitación inducida por la actividad de seres vivos o por la desarticulación o fragmentación de los armazones esqueléticos de organismos. El tipo de sedimentos ha ido cambiando a lo largo de la historia geológica, debido a los diferentes productores de carbonatos, que se han ido reemplazando unos por otros a lo largo del tiempo. De forma parecida, el volumen de carbonatos producido en cada época geológica ha variado en función del clima, nivel medio del mar, profundidad de la lisoclina y la distribución de las masas continentales en cada momento.

### Principales organismos productores de carbonatos
- Inductores de la precipitación de carbonatos: algas y cianobacterias (productoras de estromatolitos y  oncolitos).[4]
- Con esqueletos o conchas calcáreas: moluscos (bivalvos, gasterópodos, cefalópodos), braquiópodos, equinodermos, foraminíferos, corales, briozoos, esponjas, estromatopóridos, artrópodos (trilobites), arqueociatos, algas, etc.[4]
- Organismos coralívoros y perforantes (productores secundarios de fango carbonatado por bioerosión de esqueletos carbonáticos): bacterias, hongos, algas, foraminíferos, esponjas, gusanos poliquetos, crustáceos, sipúnculos, moluscos, erizos de mar y peces.[5]

## Clasificación
Son varios los sistemas de clasificación de las rocas carbonáticas, destacando los de Folk (1959, 1962) y Dunham (1962).

### Clasificación de Folk

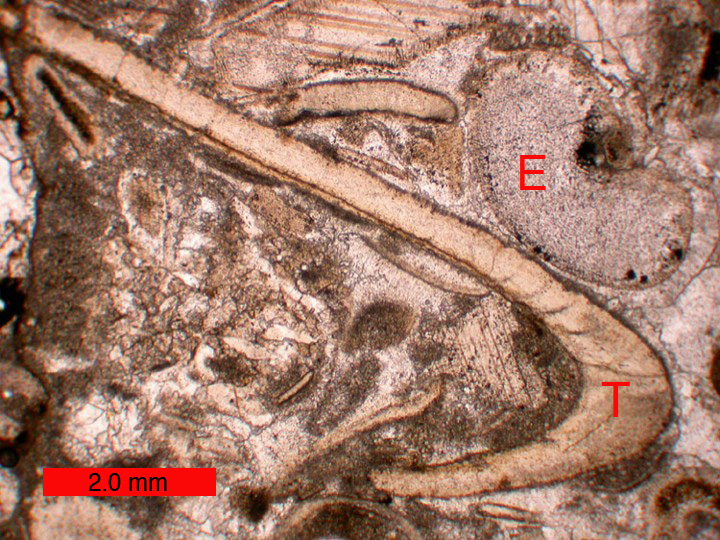
Roca carbonática vista en lámina delgada bajo el microscopio petrográfico. El esqueleto está formado por fragmentos de restos orgánicos fósiles de más de 1 mm y presenta cemento esparítico rellenando los huecos. Según la clasificación de Folk es una bioesparrudita (caliza tipo Ib).

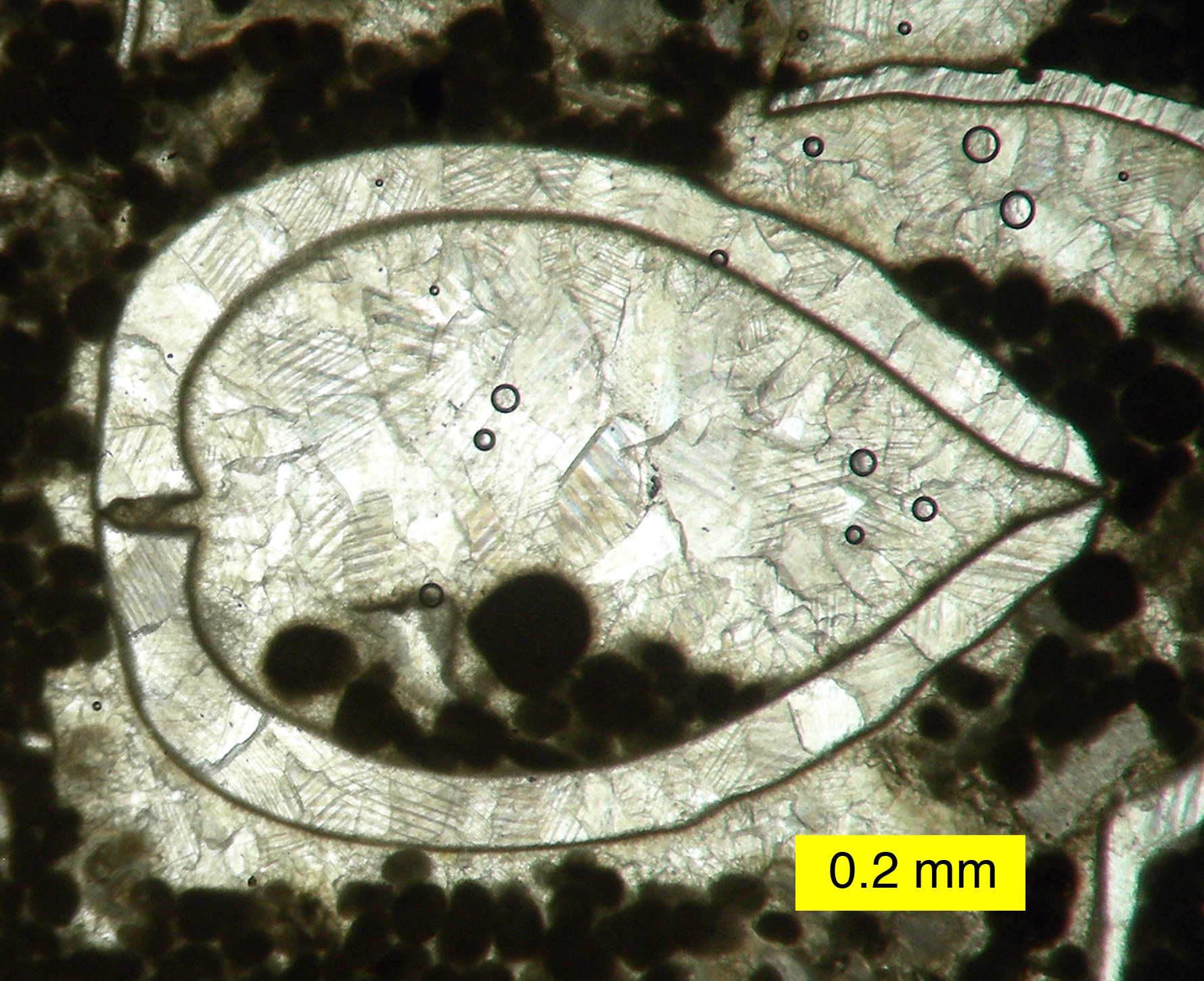
Biopelesparita (caliza tipo Ibp): caliza compuesta de fósiles y pelets con cemento esparítico.

Folk centró su clasificación en tres componentes principales de las rocas carbonatadas (aquellas con menos de un 50% de terrígenos): aloquímicos, micrita y esparita (equivalentes a los granos, matriz y cemento químico, respectivamente, de una roca detrítica).
- Aloquímicos: aquellos materiales carbonáticos formados por precipitación química, orgánica o inorgánica, originados en la misma cuenca sedimentaria pero transportados posteriormente. Los principales son intraclastos (normalmente fragmentos de sedimentos carbonáticos poco consolidados), oolitos, fósiles y pelets (agregados redondeados y bien seleccionados de calcita microcristalina, de 0,03 a 0,20 mm, probablemente pelets fecales de gusanos y otros invertebrados).
- Matriz micrítica: formada por granos de 1 a 4 μm de calcita. En sedimentos actuales la composición puede ser de calcita, calcita magnesiana o aragonito. Puede proceder de la precipitación inorgánica en aguas marinas, cálidas y someras, de la desintegración de organismos con elementos calcáreos (algas verdes) o por precipitación por actividad orgánica (cianobacterias, algas, etc.).
- Cemento esparítico: suele rellenar huecos durante la diagénesis. Puede empezar el relleno de un poro con calcita fibrosa, terminando con cristales de calcita en mosaico.

Tipos principales
- Calizas tipo I: rocas aloquímicas esparíticas. Equivalentes a areniscas o conglomerados bien seleccionados. Formadas en un ambiente con corrientes fuertes o persistentes que han eliminado el fango microcristalino (la fracción arcillosa).
- Calizas tipo II: rocas aloquímicas microcristalinas. Indican corrientes suaves o una alta tasa de formación de fango carbonático. Equivalentes a las areniscas o conglomerados arcillosos.
- Calizas tipo III: rocas microcristalinas. Indican la ausencia de corrientes fuertes y una alta tasa de formación de fango carbonático. Equivalente a arcillas y lutitas.
- Calizas tipo IV: biolititas. Para rocas biohermales, estructuras orgánicas que han crecido in situ (formaciones de coral, estromatolitos, etc.)

| Clasificación composicional de las calizas según Folk | Clasificación composicional de las calizas según Folk | Clasificación composicional de las calizas según Folk | Clasificación composicional de las calizas según Folk | Clasificación composicional de las calizas según Folk |
| | Calizas tipo I aloquímicas esparíticas                | Calizas tipo II aloquímicas microcristalinas          | Calizas tipo III microcistralinas                     | Calizas tipo IV biohermales                           |
| --- | ----------------------------------------------------- | ----------------------------------------------------- | ----------------------------------------------------- | ----------------------------------------------------- |
| |                                                       |                                                       | Micrita (IIIm) Dismicrita** (IIIx)                    |                                                       |
| con intraclastos (i) | Intraesparita e intraesparrudita* (Ii)                | Intramicrita e intramicrudita* (IIi)                  | (1-10 % i) Micrita con intraclastos (III i)           |                                                       |
| oolíticas (o) | Ooesparita y ooesparrudita* (Io)                      | Oomicrita y oomicrudita* (IIo)                        | (1-10 % o) Micrita con oolitos (IIIo)                 |                                                       |
| fosilíferas (b) | Bioesparita y bioesparrudita* (Ib)                    | Biomicrita y biomicrudita* (IIb)                      | (1-10 % b) Micrita fosilífera (IIIb)                  | Biolitita (IV)                                        |
| fosilíferas con pelets (bp) | Biopelesparita (Ibp)                                  | Biopelmicrita (IIbp)                                  |                                                       |                                                       |
| con pelets (p) | Pelesparita (Ip)                                      | Pelmicrita (IIp)                                      | (1-10 % p) Micrita peletífera (IIIp)                  |                                                       |
| * Las rocas con clastos gruesos (>1 mm) se indican con modificadores del nombre, como en oosparrudita (Io) o en biomicrudita (IIb). ** Dismicrita (IIIx) indica micritas con cavidades, normalmente rellenas por esparita. Si la roca tiene más del 10% de dolomita por dolomitización se usará además el término «dolomitizada», p. ej. biomicrita dolomitizada. Si la roca es una dolomía en origen (primaria), se añadirá el término «dolomítica», por ejemplo intramicrita dolomítica. |                                                       |                                                       |                                                       |                                                       |

Por tamaño de componentes
Folk se basó en las clasificaciones y escalas de Grabau (1904) y Wentworth (1922), separando las escalas de tamaño de los constituyentes transportados (clastos del esqueleto y partículas de la matriz), por un lado, y de los constituyentes autigénicos (cristales del cemento esparítico), por otro.
| > 64        | calcirrudita muy gruesa | cristalina extremadamente gruesa |
| 16-64       | calcirrudita gruesa     | cristalina extremadamente gruesa |
| 4-16        | calcirrudita media      | cristalina extremadamente gruesa |
| 1-4         | calcirrudita fina       | cristalina muy gruesa            |
| 0,5-1       | calcarenita gruesa      | cristalina gruesa                |
| 0,25-0,5    | calcarenita media       | cristalina gruesa                |
| 0,125-0,25  | calcarenita fina        | cristalina media                 |
| 0,062-0,125 | calcarenita muy fina    | cristalina media                 |
| 0,031-0,062 | calcilutita gruesa      | cristalina fina                  |
| 0,16-0,31   | calcilutita media       | cristalina fina                  |
| 0,008-0,016 | calcilutita fina        | cristalina muy fina              |
| 0,004-0,008 | calcilutita muy fina    | cristalina muy fina              |
| 0,001-0,004 |                         | afanocristalina                  |
| < 0,001     |                         | criptocristalina                 |

### Clasificación de Dunham
Dunham basó su clasificación atendiendo a determinados aspectos de la textura deposicional:
- textura deposicional reconocible o no
- sedimentos unidos o no en el momento de la sedimentación (unión normalmente debida al crecimiento de estructuras orgánicas)
- presencia o ausencia de matriz micrítica (partículas del tamaño arcilla, de menos de 20 μm), en el original en inglés: mud, literalmente «barro, arcilla».
- fábrica de soporte del sedimento original (si los granos «flotan» en la matriz o si los granos forman el esqueleto de soporte y la matriz solo rellena huecos)

| Clasificación original de Dunham                                | Clasificación original de Dunham                                | Clasificación original de Dunham                                | Clasificación original de Dunham                                | Clasificación original de Dunham                                               | Clasificación original de Dunham                                                                                                  |
| --------------------------------------------------------------- | --------------------------------------------------------------- | --------------------------------------------------------------- | --------------------------------------------------------------- | ------------------------------------------------------------------------------ | --- |
| Textura deposicional reconocible                                | Textura deposicional reconocible                                | Textura deposicional reconocible                                | Textura deposicional reconocible                                | Textura deposicional reconocible                                               | Textura deposicional no reconocible (debe subdividirse según clasificaciones que contemplen las texturas físicas o la diagénesis) |
| Componentes originales no unidos en el momento de la deposición | Componentes originales no unidos en el momento de la deposición | Componentes originales no unidos en el momento de la deposición | Componentes originales no unidos en el momento de la deposición | Componentes originales unidos en el momento de la deposición (bioconstrucción) | Textura deposicional no reconocible (debe subdividirse según clasificaciones que contemplen las texturas físicas o la diagénesis) |
| Más del 1% de matriz micrítica (mud)                            | Más del 1% de matriz micrítica (mud)                            | Más del 1% de matriz micrítica (mud)                            | Menos del 1% de matriz micrítica                                | Componentes originales unidos en el momento de la deposición (bioconstrucción) | Textura deposicional no reconocible (debe subdividirse según clasificaciones que contemplen las texturas físicas o la diagénesis) |
| Esqueleto matriz-soportado                                      | Esqueleto matriz-soportado                                      | Esqueleto grano-soportado                                       | Esqueleto grano-soportado                                       | Componentes originales unidos en el momento de la deposición (bioconstrucción) | Textura deposicional no reconocible (debe subdividirse según clasificaciones que contemplen las texturas físicas o la diagénesis) |
| Menos del 10% de granos                                         | Más del 10% de granos                                           | Esqueleto grano-soportado                                       | Esqueleto grano-soportado                                       | Componentes originales unidos en el momento de la deposición (bioconstrucción) | Textura deposicional no reconocible (debe subdividirse según clasificaciones que contemplen las texturas físicas o la diagénesis) |
| Mudstone                                                        | Wackestone                                                      | Packstone                                                       | Grainstone                                                      | Boundstone                                                                     | Caliza cristalina o dolomía cristalina                                                                                            |
| Mudstone                                                        | Wackestone                                                      | Packstone                                                       | Grainstone                                                      | Boundstone                                                                     | Crystalline |

### Modificaciones a la clasificación de Dunham
En 1971, Embry y Klovan añadieron algunos términos a la clasificación de Dunham:
- Floatstone: Esqueleto matriz-soportado, con más del 10% de clastos de más de 2 mm.
- Rudstone: Esqueleto grano-soportado, con más del 10% de clastos de más de 2 mm.

Para las boundstones distinguieron tres nuevos tipos, manteniendo el término boundstone para los casos no identificables: 
- Bafflestone: para componentes unidos por organismos cuya estructura actúa como pantalla, atrapando sedimento micrítico, y sus restos se conservan enterrados entre esos mismos sedimentos.
- Bindstone: sedimento matriz-soportado atrapado y unido por organismos encostrantes, como los estromatolitos.
- Framestone: cuando el sedimento queda atrapado entre estructuras orgánicas rígidas, normalmente esqueletos calcáreos en posición de vida  (p. ej.: arrecifes de coral).

Lokier y Al Junaibi realizaron en 2016 una síntesis y algunas precisiones a la clasificación de Dunham ampliada por Embry y Klovan. Se basaron en un amplio estudio en el que participaron 241 petrólogos voluntarios (como ellos mismos indican en su trabajo: unos 4200 años de experiencia combinada) sobre los problemas al aplicar estas clasificaciones en la práctica y analizaron los aspectos más confusos de las distintas definiciones. Se decantaron por la clasificación de Dunham frente a otras, pues fue la usada por el 89% de los petrólogos consultados. Una de las conclusiones fue la de eliminar de la clasificación el término bafflestone por ser redundante con otros.
| Clasificación de Dunham (1962), ampliada por Embry y Klovan (1971) y modificada por Lokier y Al Junaibi (2016) | Clasificación de Dunham (1962), ampliada por Embry y Klovan (1971) y modificada por Lokier y Al Junaibi (2016) | Clasificación de Dunham (1962), ampliada por Embry y Klovan (1971) y modificada por Lokier y Al Junaibi (2016) | Clasificación de Dunham (1962), ampliada por Embry y Klovan (1971) y modificada por Lokier y Al Junaibi (2016) | Clasificación de Dunham (1962), ampliada por Embry y Klovan (1971) y modificada por Lokier y Al Junaibi (2016) | Clasificación de Dunham (1962), ampliada por Embry y Klovan (1971) y modificada por Lokier y Al Junaibi (2016) | Clasificación de Dunham (1962), ampliada por Embry y Klovan (1971) y modificada por Lokier y Al Junaibi (2016) | Clasificación de Dunham (1962), ampliada por Embry y Klovan (1971) y modificada por Lokier y Al Junaibi (2016) | Clasificación de Dunham (1962), ampliada por Embry y Klovan (1971) y modificada por Lokier y Al Junaibi (2016) | Clasificación de Dunham (1962), ampliada por Embry y Klovan (1971) y modificada por Lokier y Al Junaibi (2016) |
| --- | --- | --- | --- | --- | --- | --- | --- | --- | --- |
| Carbonatos alóctonos - Componentes originales no unidos en el momento de la deposición                         | Carbonatos alóctonos - Componentes originales no unidos en el momento de la deposición                         | Carbonatos alóctonos - Componentes originales no unidos en el momento de la deposición                         | Carbonatos alóctonos - Componentes originales no unidos en el momento de la deposición                         | Carbonatos alóctonos - Componentes originales no unidos en el momento de la deposición                         | Carbonatos alóctonos - Componentes originales no unidos en el momento de la deposición                         | Calizas autóctonas - Componentes originales unidos en el momento de la deposición                              | Calizas autóctonas - Componentes originales unidos en el momento de la deposición                              | Calizas autóctonas - Componentes originales unidos en el momento de la deposición                              | Textura deposicional no reconocible por recristalización                                                       |
| Menos del 10% de los componentes mayores que el tamaño arena (>2 mm)                                           | Menos del 10% de los componentes mayores que el tamaño arena (>2 mm)                                           | Menos del 10% de los componentes mayores que el tamaño arena (>2 mm)                                           | Menos del 10% de los componentes mayores que el tamaño arena (>2 mm)                                           | 10% o más de los componentes mayores que el tamaño arena (>2 mm)                                               | 10% o más de los componentes mayores que el tamaño arena (>2 mm)                                               | Calizas autóctonas - Componentes originales unidos en el momento de la deposición                              | Calizas autóctonas - Componentes originales unidos en el momento de la deposición                              | Calizas autóctonas - Componentes originales unidos en el momento de la deposición                              | Textura deposicional no reconocible por recristalización                                                       |
| Contiene fango carbonático (micrita, tamaño limo/arcilla <63 μm)                                               | Contiene fango carbonático (micrita, tamaño limo/arcilla <63 μm)                                               | Contiene fango carbonático (micrita, tamaño limo/arcilla <63 μm)                                               | Sin fango carbonático (<63 μm) (la roca está soportada por los clastos tamaño arena (63 μm - 2 mm)             | 10% o más de los componentes mayores que el tamaño arena (>2 mm)                                               | 10% o más de los componentes mayores que el tamaño arena (>2 mm)                                               | Los organismos han consolidado un sustrato preexistente - la roca es matriz-soportada                          | Los organismos han construido una estructura rígida - la roca es soportada por la estructura orgánica          | Tipo de consolidación no identificable                                                                         | Textura deposicional no reconocible por recristalización                                                       |
| Fábrica soportada por el fango carbonático (micrita, <63 μm)                                                   | Fábrica soportada por el fango carbonático (micrita, <63 μm)                                                   | Fábrica soportada por los granos de la fracción arena (63 μm - 2 mm)                                           | Sin fango carbonático (<63 μm) (la roca está soportada por los clastos tamaño arena (63 μm - 2 mm)             | 10% o más de los componentes mayores que el tamaño arena (>2 mm)                                               | 10% o más de los componentes mayores que el tamaño arena (>2 mm)                                               | Los organismos han consolidado un sustrato preexistente - la roca es matriz-soportada                          | Los organismos han construido una estructura rígida - la roca es soportada por la estructura orgánica          | Tipo de consolidación no identificable                                                                         | Textura deposicional no reconocible por recristalización                                                       |
| Más del 90% compuesta por fango carbonático (micrita, <63 μm)                                                  | 10% o más compuesto por granos de 63 μm o mayores                                                              | Fábrica soportada por los granos de la fracción arena (63 μm - 2 mm)                                           | Sin fango carbonático (<63 μm) (la roca está soportada por los clastos tamaño arena (63 μm - 2 mm)             | Matriz-soportado (soportado por la fracción de <2 mm)                                                          | Grano-soportado (soportado por la fracción de >2 mm)                                                           | Los organismos han consolidado un sustrato preexistente - la roca es matriz-soportada                          | Los organismos han construido una estructura rígida - la roca es soportada por la estructura orgánica          | Tipo de consolidación no identificable                                                                         | Textura deposicional no reconocible por recristalización                                                       |
| Mudstone carbonático                                                                                           | Wackestone | Packstone | Grainstone | Floatstone* | Rudstone* | Bindstone* | Framestone* | Boundstone* | Caliza cristalina Dolomía cristalina                                                                           |
| | | | | | | | | | |
| *La matriz debe clasificarse aparte                                                                            | | | | | | | | | |

Modificadores
A la clasificación de la roca se pueden añadir modificadores y calificadores que permitan precisar y completar información útil para su interpretación, ambiente deposicional o historia diagenética.
- Componentes de los granos: por ejemplo «grainstone de ooides», «packstone de gasterópodos» o «packstone de fragmentos de bivalvos con ooides de grano muy fino».
- Matriz, especialmente necesario en floatstones y rudstones: por ejemplo «rudstone de algas calcáreas con matriz packstone de bioclastos bien seleccionada».
- Estructuras sedimentarias: «packstone de ooides con laminación paralela» o «mudstone carbonático bioturbado».
- Fases del cemento: por ejemplo se indica si el cemento es de calcita o dolomita.
- Otras características diagenéticas: cuando la matriz está neoformada o si hay presencia de estilolitos.
- Porosidad: para detalles sobre la porosidad primaria o secundaria.
- Recristalización: para precisar características de la recristalización, como el tamaño unimodal o bimodal de los cristales.

### Clasificación de Tucker
La clasificación de Tucker (1981) atiende únicamente al tamaño de grano, conservando la nomenclatura clásica de Grabau (1904). Es muy simple, pero muy práctica, sobre todo en las descripciones preliminares de campo:
- Calcirrudita: con la mayoría de los granos mayores de 2 mm.
- Calcarenita: con la mayoría de los granos entre 2 mm y 62 μm.
- Calcilutita: con la mayoría de los granos menores de 62 μm.

### Clasificación de Friedman
Para las calizas y dolomías cristalinas Friedman hizo una propuesta de clasificación en 1965:
- Equigranular: todos los cristales de tamaño similar.
- Inequigranular: cristales de tamaños diferentes.

Para cada uno de los dos casos anteriores estableció tres subdivisiones texturales con los mismos criterios:
- Textura idiotópica, cuando los cristales son euhedrales (o idiomorfos, con caras bien formadas y reconocibles).
- Textura hipidiotópica, cuando los cristales son subeuhedrales (o subidiomorfos, con caras medianamente reconocibles).
- Textura xenotópica, cuando los cristales son anhedrales (o alotriomorfos, con caras mal formadas).

A su vez para cada uno de estos tres últimos casos la texturas pueden ser poiquilotópica, cuando cristales grandes engloban a otros más pequeños, o porfirotópica, cuando algunos cristales destacan por su tamaño del resto.